# 亞伯達爪龍屬
亞伯達爪龍屬（學名：Albertonykus）是獸腳亞目阿瓦拉慈龍科的一屬，化石發現於加拿大亞伯達省的馬蹄峽谷組，地質年代為上白堊紀的馬斯垂克階早期，約6850萬年前。化石來自於數個個體，包含前肢與後肢。化石發現於一個充滿亞伯達龍的屍骨層。亞伯達爪龍的前肢似乎適合挖掘，但太短而不能挖掘出洞穴，因此被認為以白蟻為食。在美國蒙大拿州與懷俄明州也發現了個別的阿瓦拉慈龍科化石。
模式種是北方亞伯達爪龍（A. borealis），也是目前的唯一種，是由尼克拉斯·朗里奇（Nicholas Longrich）與菲力·柯爾（Phil Currie）在2008年命名。論文在2008年公布於網路，但正式發表於2009年。屬名意為「亞伯達省的爪」，種名意為「北方」。

## 敘述

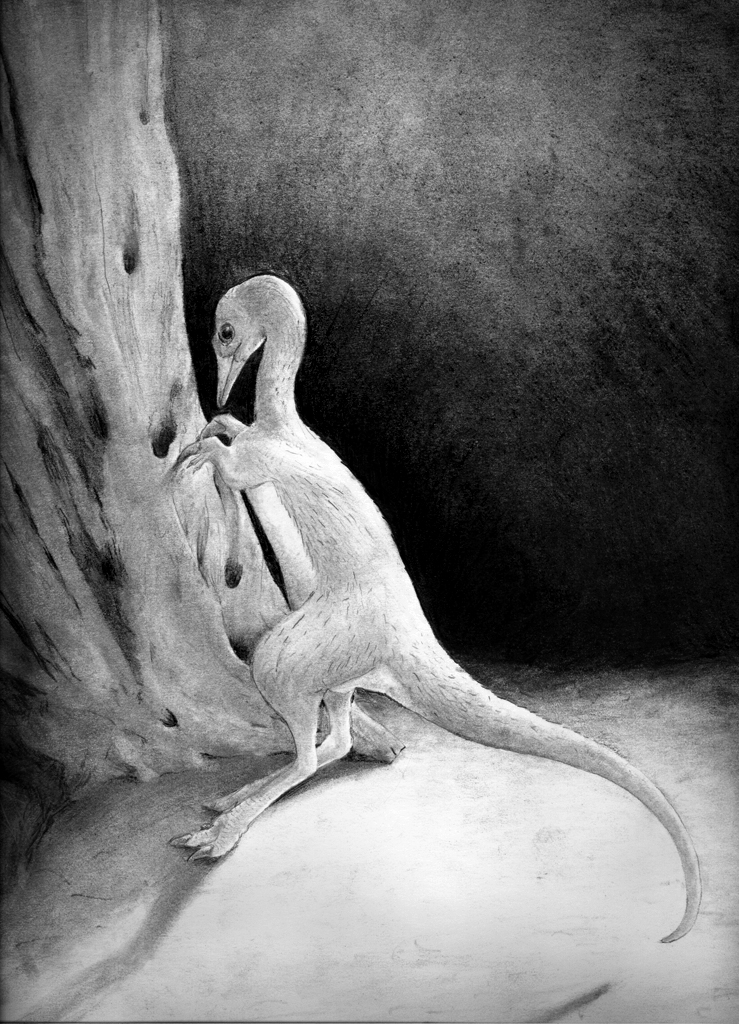
北方亞伯達爪龍（A. borealis） 取食白蟻

亞伯達爪龍的身長估計值為70公分，是已知最小型的北美洲阿瓦拉慈龍科恐龍。亞伯達爪龍具有極短的前肢、修長的後肢、長而硬挺的尾巴，手部只有一個手指，上有大型指爪。雖然目前沒有發現亞伯達爪龍的顱骨，但根據發現於蒙古的近親，可以建構出亞伯達爪龍的外形。亞伯達爪龍具有修長的口鼻部，內有微小的牙齒，相當類似現今的犰狳、食蟻獸。亞伯達爪龍可能食蟲動物，使用單一指爪挖開樹木，以裡面的昆蟲為食。如同其他阿瓦拉慈龍科，亞伯達爪龍的前肢相當適合挖掘，但因為過短而不能挖掘出洞穴。
根據目前的化石紀錄，螞蟻雖然在白堊紀就已出現，但不是常見的物種，而有建立土塚習性的白蟻，要到始新世才開始出現。因此，包含亞伯達爪龍在內的阿瓦拉慈龍類，可能以木棲性白蟻而食。在馬蹄峽谷組發現過的矽化木，經常發現內部洞孔，被推測是白蟻築巢的痕跡。

## 發現歷史
在1990年代以前，古生物學界並不清楚阿瓦拉慈龍類的外貌與存在。雖然有零碎化石被發現，但牠們從未被鑑定為獨立的物種。直到近年，亞洲、南美洲發現了許多化石，古生物學界才意識到這群小型獸腳類恐龍的存在。
在1910年，古生物學家巴納姆·布郎（Barnum Brown）在亞伯達省的乾島水牛躍省立公園發現一個亞伯達龍的屍骨層，至少發現了九副亞伯達龍的標本。但是經過兩個禮拜的挖掘後，布朗停止挖掘活動。在1997年，加拿大皇家蒂勒爾博物館再度展開挖掘活動，挖出超過20個亞伯達龍的標本。古生物學家尼克拉斯·朗里奇推測，該地點是個掠食動物的陷阱。在2002年，亞伯達大學的菲力·柯爾發現許多前肢、後肢化石，屬於亞伯達龍的未命名種。這些化石目前存放在皇家蒂勒爾博物館。
在2005年，加拿大卡爾加里大學的尼克拉斯·朗里奇在比較該地點的化石時，發現一些之前沒注意到的恐龍化石。在2008年，朗里奇與柯爾將這些化石命名為新屬，亞伯達爪龍（Albertonykus）。

## 分類
亞伯達爪龍屬於阿瓦拉慈龍科，這是一群高度特化的獸腳類恐龍，阿瓦拉慈龍科的化石多發現於亞洲（單爪龍、鳥面龍）與南美洲（阿瓦拉慈龍、阿基里斯龍）。朗里奇與柯爾在命名時，也提出一個系統發生學研究，認為亞伯達爪龍是單爪龍亞科的姐妹分類單元，並假設阿瓦拉慈龍科起源於南美洲，並經由北美洲遷徙至亞洲。亞伯達爪龍的發現，有助於釐清阿瓦拉慈龍科的地理分佈與生理特徵。

## 外部連結
- （英文）亞伯達省發現小型挖掘恐龍（页面存档备份，存于） 加拿大廣播公司新聞
- （英文）亞伯達爪龍的概述（页面存档备份，存于） Dinodata
- （英文）亞伯達爪龍的標本特徵 The Theropod Database
- （中文）北美發現最小恐龍 雞般大小以昆蟲為食(附圖)